# Pieter Wiegersma
Piet (Pieter) Wiegersma (Deurne, 2 juli 1920 – Brussel, 23 mei 2009) was een Nederlands glazenier, schilder, tapijtkunstenaar en schrijver.

## Achtergrond
Wiegersma was vanaf 1938 actief als glazenier. Hij was een zoon van de Deurnese medicus-pictor Hendrik Wiegersma en broer van Friso Wiegersma. Pieter Wiegersma woonde van 1942 tot 1944 en van 1948 tot 1999 op het Klein Kasteel te Deurne. In de tweede helft van de jaren veertig woonde hij in een nieuw gebouwd huis tegenover De Wieger. Na zijn vertrek uit Deurne woonde hij in Sint-Genesius-Rode nabij Brussel, in België. Hij was de laatste Wiegersma die Deurne verliet, 82 jaar nadat zijn vader er als jonge arts kwam wonen. Pieter Wiegersma was oprichter en directeur van de Deurnese musea Het Dinghuis en De Wieger tussen 1965 en 1988.

## Werk
Wiegersma ontwierp onder meer ramen in de volgende gebouwen:
- Sint-Jozefkerk te Deurne (1938)
- Gemeentehuis te Deurne (1939)
- Villa van de Kimmenade te Helmond (1941)
- Sint-Martinusziekenhuis te Weert (1941)
- Klein Kasteel te Deurne (1943)
- De Goede Herderkerk te Wassenaar (1946)
- Sint-Franciscuscollege te Rotterdam (1948)
- Sint Carolus Borromeuscollege (kantine) Helmond (1960)
- Sint-Janskathedraal te 's-Hertogenbosch
- Sint-Pauluskerk te Rotterdam (1984-1992)

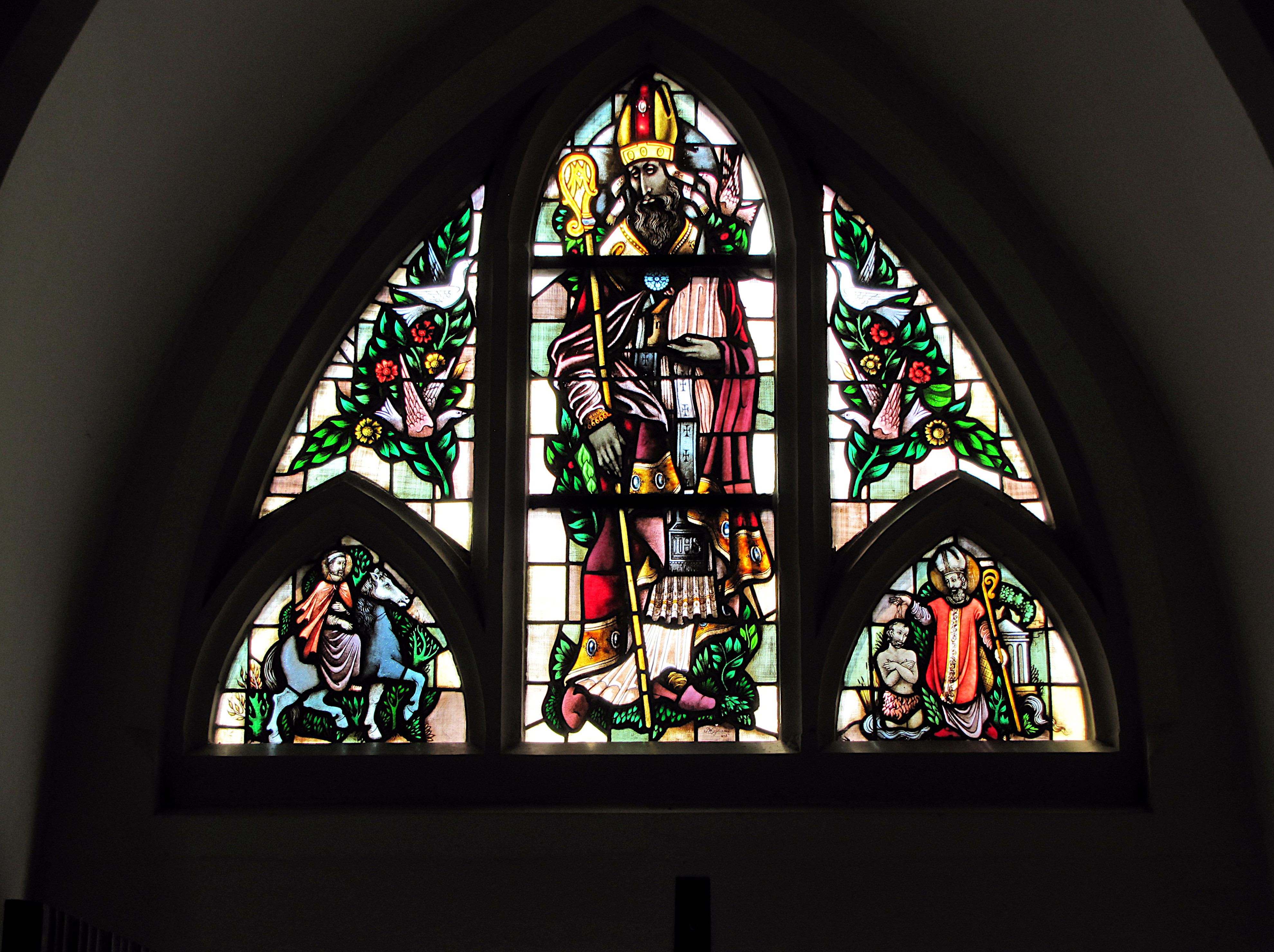
Sint Willibrorduskerk
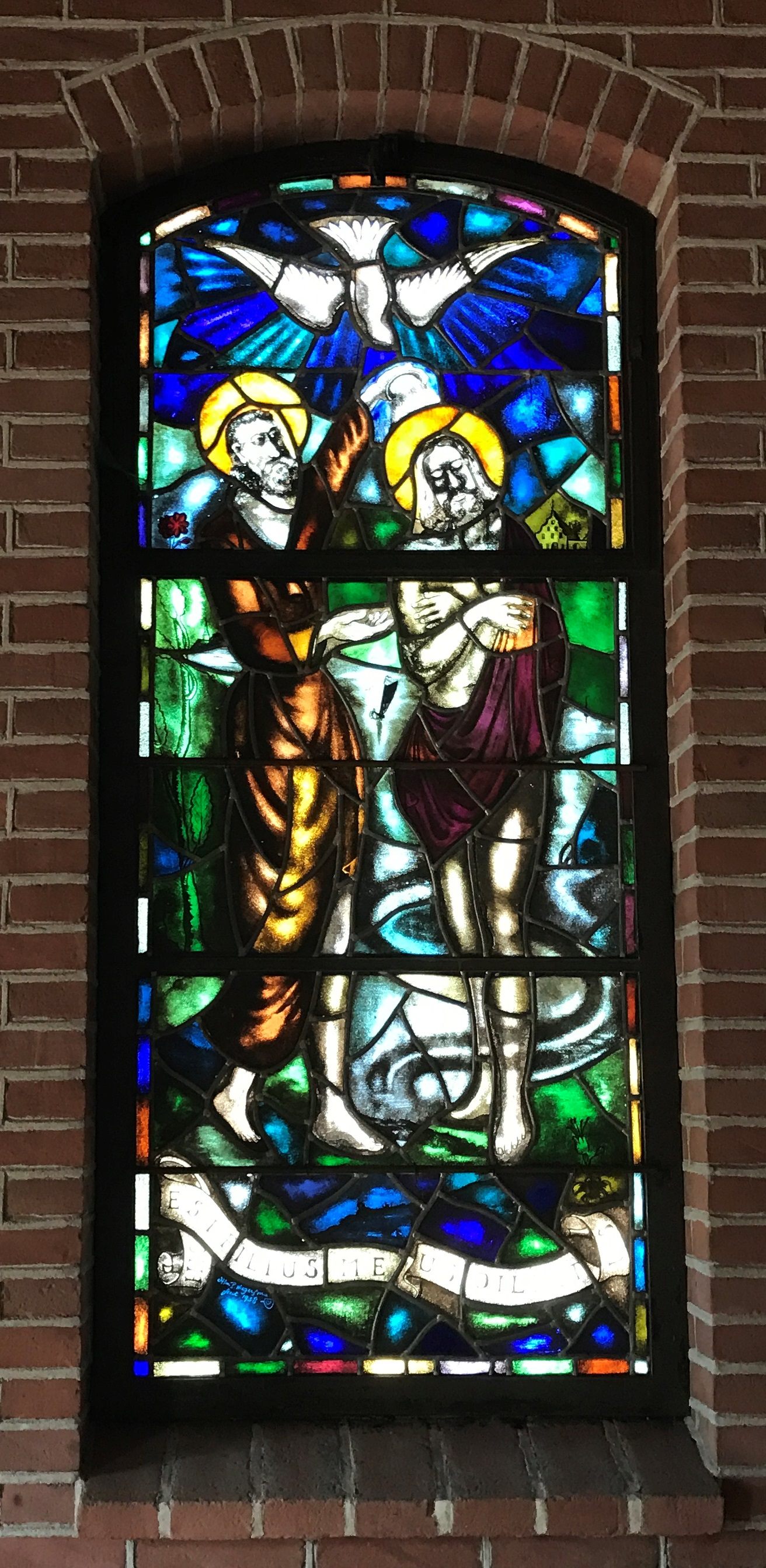
Sint-Jozefkerk Deurne
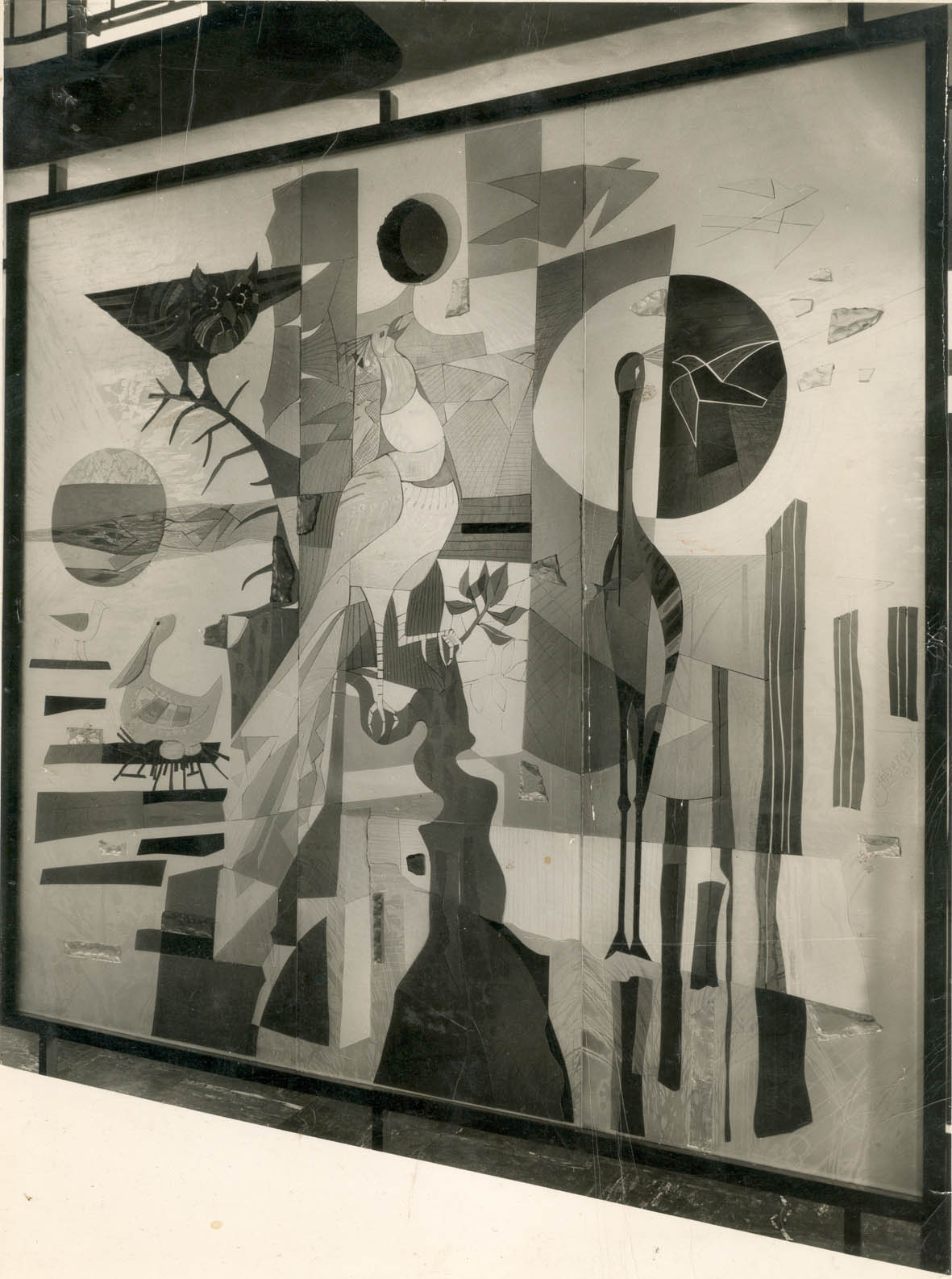
Rode Kruis Ziekenhuis Den Haag
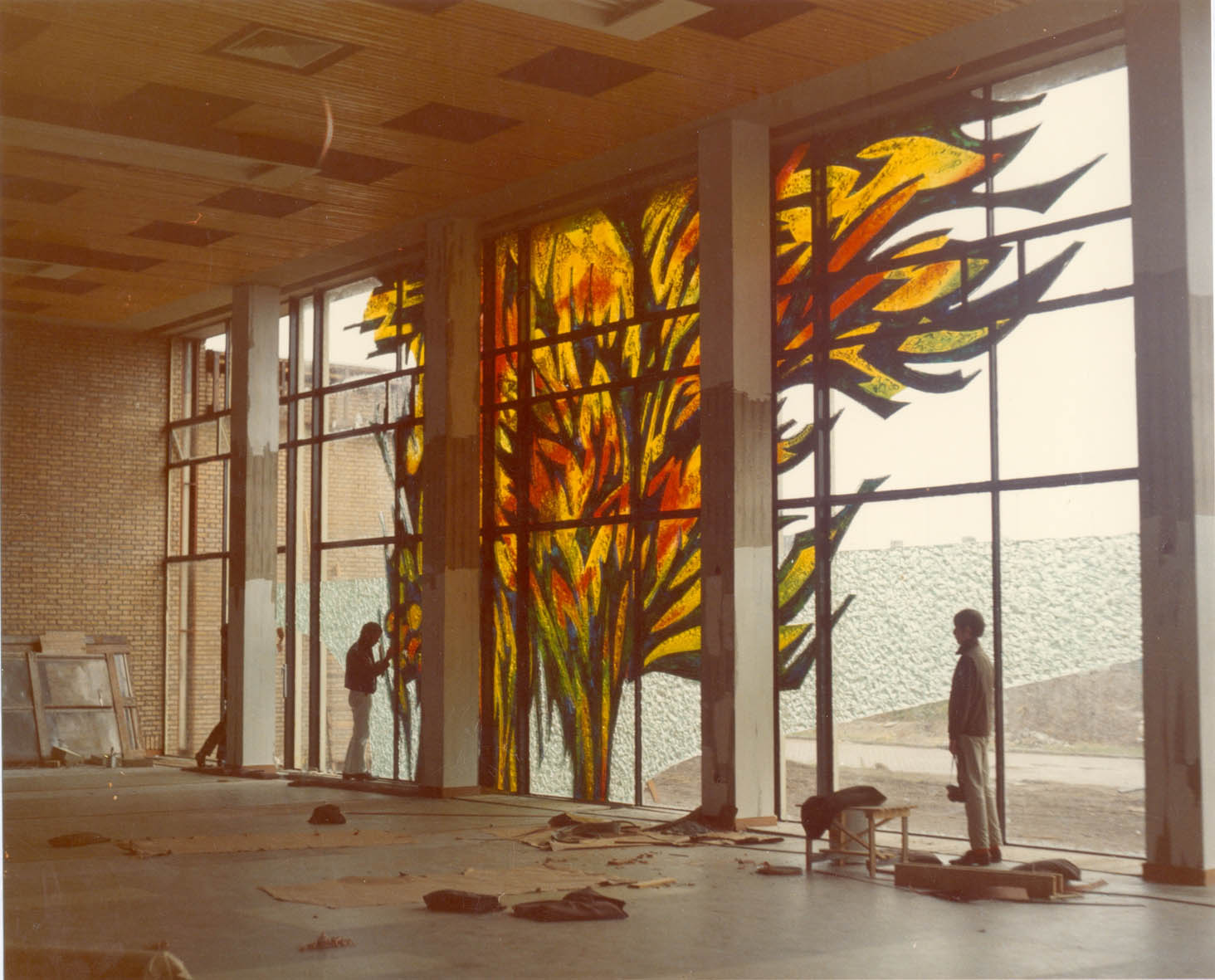
Technische Hogeschool Eindhoven
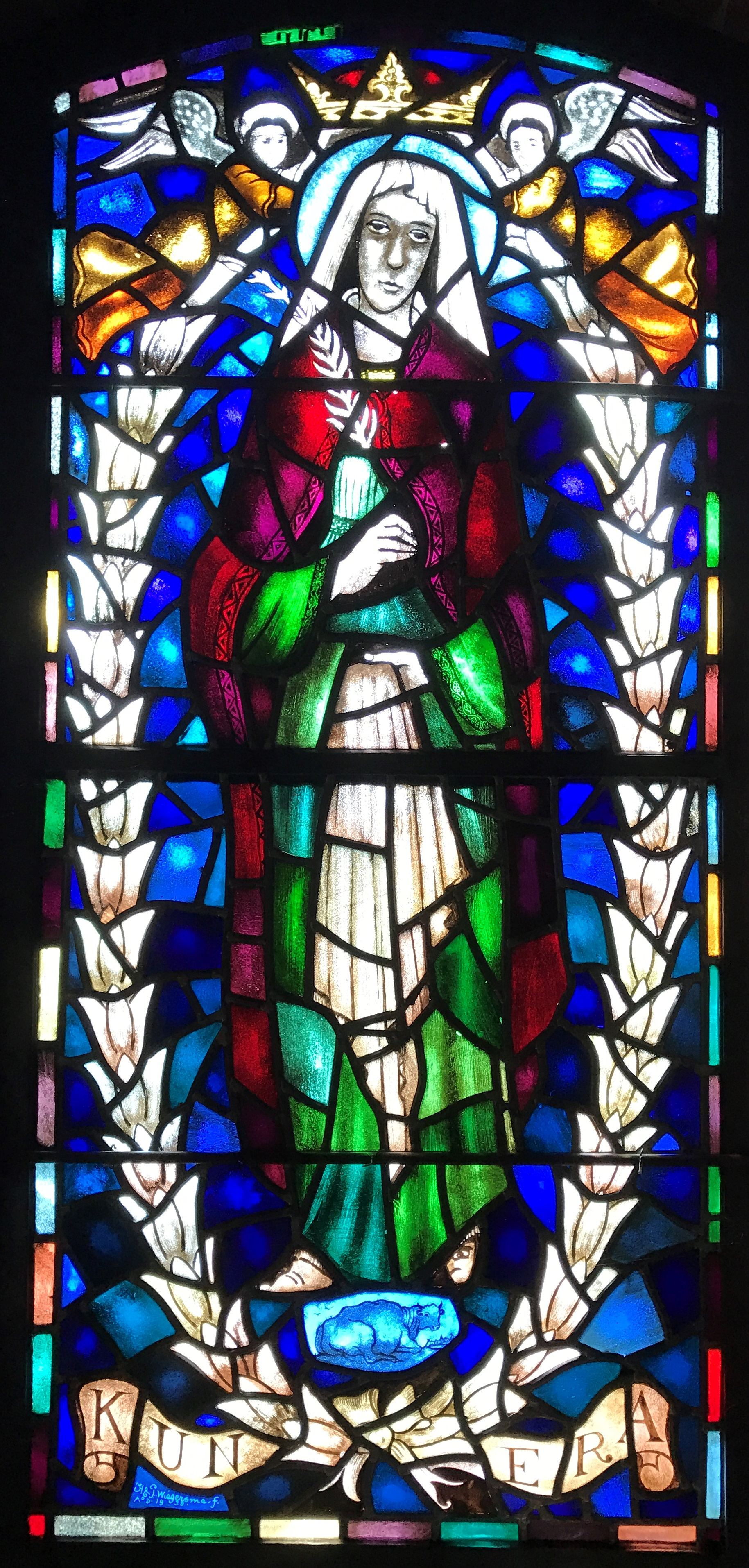
Sint-Jozefkerk Deurne
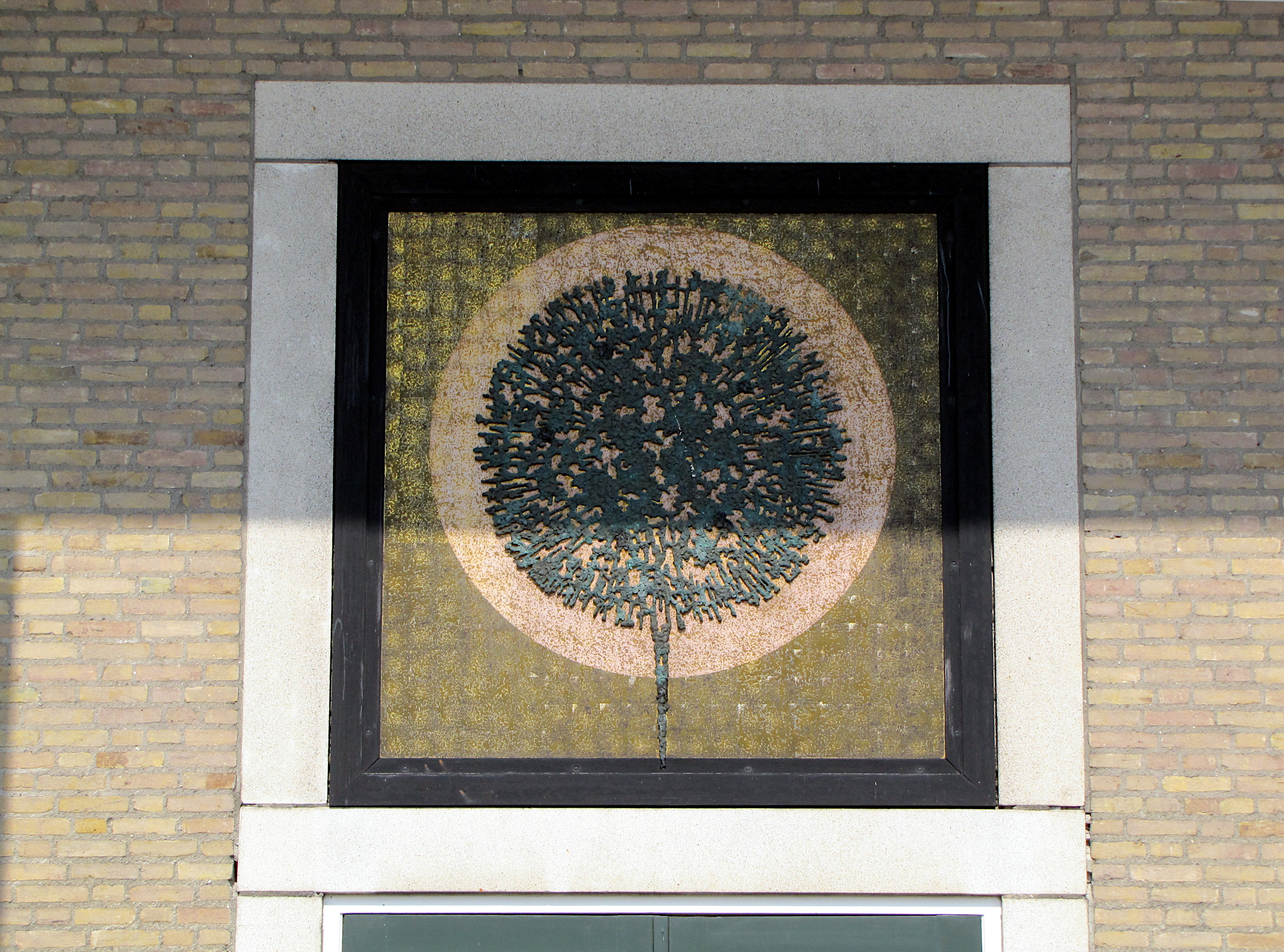
Neerkant De Zon

## Latere carrière
Zijn laatste ramen dateren uit 1999. Enkele decennia eerder al liepen zijn opdrachten terug, omdat kerken geen geld meer hadden voor nieuwe grote ruiten. Wandtapijten en sieraden vormden tot 2003 zijn belangrijkste bezigheden. Nadien legde zich meer toe op de schilderkunst, hetgeen resulteerde in een overzichtstentoonstelling in museum De Wieger in Deurne, die door Pieter zelf geopend werd op 18 juni 2005. In dezelfde periode schreef hij zijn jeugdervaringen op in Postbode van de hemel en Vriendschap in enveloppen. Tevens schreef hij het korte verhaal Spiegelbeeld, dat in een oplage van 75 exemplaren verscheen.

## Persoonlijk
Wiegersma stierf in 2009 op 88-jarige leeftijd in Brussel, twee maanden nadat zijn echtgenote Flossy was overleden. Ze waren 67 jaar getrouwd. Zijn zoon Tjerk Wiegersma is eveneens actief in de wereld van de beeldende kunst als directeur van Wiegersma Fine Art, en had jarenlang een galerie in het Klein Kasteel.
Wiegersma was een mild persoon, maar zeer wars van bureaucratie. Met zijn geboortedorp had hij een haat-liefdeverhouding. Hij kwam regelmatig in aanvaring met de door hem incapabel en ondeskundig geachte bestuurders van het dorp.
Pieter Wiegersma trouwde op 7 augustus 1941 te Eindhoven met Florentine A.J.H. (Flossy) Goyarts (1922-2009). Uit dit huwelijk werden Wieger (1943-1948), Janne (1945), Alja (1947) en Tjerk (1948) geboren.